# Carlos Enríquez
Pour les articles homonymes, voir Enríquez.
Carlos Enríquez, né à Zulueta, dans l'actuelle province de Villa Clara, le 3 août 1900 et mort à La Havane le 2 mai 1957, est un peintre et écrivain cubain.
Plusieurs de ses œuvres, dont Virgen del cobre (vers 1933) et El rapto de las mulates (1938), se trouvent au Musée national des beaux-arts de Cuba.